# Michelle Bertolini
Michelle Marie Bertolini Araque född 15 juni 1994 är en Venezuelansk skönhetsdrottning. Hon representerade regionen Guarico i skönhetstävlingen Miss Venezuela 2013 i tävlingen placerade sig Bertolini som tvåa. Hon var därmed titeln Miss Venezuela International 2013 och deltar i Miss International världsfinalen.